# Ogopogo

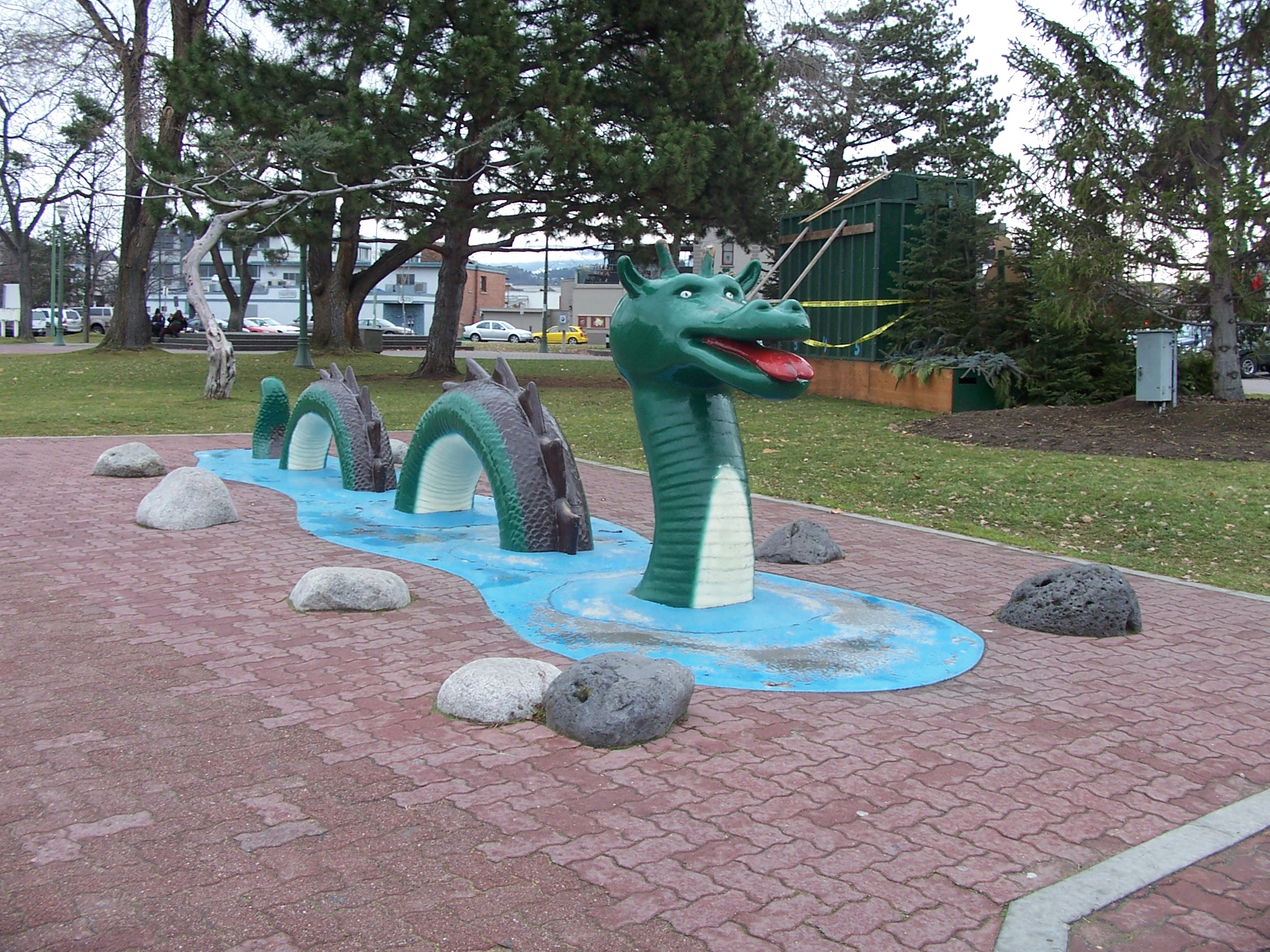
Een beeld van Ogopogo

Ogopogo is de naam van een fabelmonster, enigszins vergelijkbaar met het monster van Loch Ness. Het houdt zich volgens een legende schuil in het Okanaganmeer in Brits-Columbia in Canada.
De Canadese inheemse bevolking noemde het vermeende monster "Naitaka" of "N'ha-aitk", wat 'heilig wezen van het water' betekent. In 1926 werd het door Europeanen voor de grap omgedoopt tot Ogopogo. Het is niet bekend wanneer het verhaal over Ogopogo is ontstaan. In de lokale folklore werd al over het wezen gesproken voor de komst van de westerlingen naar het gebied. Ook zijn in de buurt petroglieven (een soort rotstekeningen) gevonden van een slangachtig beest; mogelijk bewijs van een al vroegtijdig bestaan van het verhaal.
De eerste documentatie van individuen die claimden het monster gezien te hebben, stamt uit 1860, in de tijd dat het gebied werd gekoloniseerd. In 1926 werd de Ogopogo voor het eerst gezien door een groep mensen. De groep was op dat moment op een strand bij het meer. In dat jaar schreef de Vancouver Sun dat nu toch wel te veel gerespecteerde mensen het 'monster' hadden gezien om de feiten nog langer te negeren.